# Violette modderbekerzwam
De violette modderbekerzwam (Ionopezia gerardii) is een schimmel die behoort tot de familie Pezizomycetidae. Het bestaat uit kleine paarse vruchtlichamen met relatief lange spoelvormige sporen.